# Luis Jorge Prieto (lingüista)
Luis Jorge Prieto (Buenos Aires, Argentina, 28 de noviembre de 1926 - Ginebra, Suiza, 31 de marzo de 1996) fue un destacado lingüista y semiólogo de origen argentino, conocido especialmente por su teoría de la pertinencia y del acto sémico.

## Biografía

### Primeros años
Luis Jorge Prieto nació el 28 de noviembre de 1926 en Buenos Aires, Argentina. Su padre era originario de Zamora, España, pero había obtenido la nacionalidad argentina y tenía el puesto de suboficial en la marina nacional. Su madre, de ascendencia italiana, específicamente genovesa, era argentina de nacimiento. Luis Prieto tenía también dos hermanas, una mayor y una menor.
En 1934, la familia Prieto se mudó a Bahía Blanca, al suroeste de la capital. Ahí, el padre sirvió como contralmirante. Unos años más tarde, cuando Luis cursaba el quinto año de la escuela primaria, sufrió una pleuresía grave que lo obligó a dejar la escuela. A partir de entonces, la educación de Luis fue puesta en manos de tutores. Uno de ellos, Carlos Alberto Vázquez, quien lo acompañara durante cuatro años hasta el inicio de la educación secundaria, tuvo un profundo impacto en el joven Prieto, quien muchos años más tarde declararía: “No sé si en eso consista el enseñar a pensar, pero tengo la impresión de que, en mi actividad intelectual posterior, no he hecho más que aquello que me enseñó mi maestro”.
El retiro de su padre motivó el traslado de la familia a Córdoba, aunque probablemente la delicada salud de Luis también jugó un papel en la decisión, ya que esta provincia argentina se beneficia de un clima más benigno. Precisamente sus problemas de salud, asma en concreto, orillaron a Luis Prieto a dejar una vez más la escuela y a continuar su educación en soledad hasta la preparatoria, aprendiendo no solo los cursos acostumbrados, como ciencias naturales y sociales, sino también inglés, francés e italiano (estas últimas dos se convertirían en las principales lenguas en las que escribiría su obra).

### Juventud, estudios y primeras publicaciones
Prieto entró a la Universidad de Córdoba donde estudió lo que entonces se conocía como filología comparada. A estas alturas, Prieto había desarrollado ya una notable capacidad autodidacta, que lo ayudó a destacar en sus estudios de griego y latín, así como de lenguas románticas y germánicas. Es también en esta época cuando se introduce en el Curso de Lingüística General de Ferdinand de Saussure y en Principios de fonología de Nikolai Trubetzkoy.
En la Facultad de Letras, Prieto conoce a Helvecia Girard, con quien se casa en 1950. En los años siguientes, Luis comenzaría a enfrentar problemas laborales por motivaciones políticas, algo que se habría de repetir en otros momentos en su vida. En 1952 es nombrado secretario de la Facultad de Letras, pero nueve meses más tarde y junto a un colega decano, renuncia en protesta por abusos del poder peronista. Posteriormente va a enseñar latín a la Escuela Normal de Córdoba, misma que era muy católica. El régimen de Perón, otrora muy apegado a la Iglesia, comenzó a tener problemas con la misma y, entre otras consecuencias, todo el personal de la Escuela Normal de Córdoba fue despedido. Irónicamente, en 1955, tras la caída de Perón, Prieto es descartado para un puesto, en la Facultad de letras nuevamente, por su supuesto pasado peronista.
A pesar de las dificultades laborales, su propio trayecto académico siguió avanzando. En 1952, Prieto obtuvo su primer grado en humanidades y, en 1955, se doctoró con una tesis sobre fonología del español. Para entonces, además, Prieto ya había establecido una relación por correspondencia con el lingüista André Martinet, figura crucial en la vida del argentino, quien se convertiría en su amigo y maestro. Martinet, quien por entonces enseñaba en la Universidad de Columbia, ayudó a Prieto a comenzar su carrera como académico al publicar, en 1954, el artículo ‘Traits oppositionels et traits contrastifs’ (la porción teórica de la tesis doctoral de Prieto) en Word, el journal del Círculo lingüístico de Nueva York.
Fue el mismo Martinet quien presentó a Prieto con Émile Benveniste. Ambos, Benveniste y Martinet, postularon a Prieto a la Sociedad de lingüística el 22 de enero de 1955. El 5 de febrero, Prieto fue elegido, sin embargo, por una serie de vicisitudes burocráticas, no solo no ingresaría, sino que no alcanzaría siquiera a pagar su cuota de membresía. Le quedarían como consolación la publicación de varios de sus trabajos en el Boletín de la S. de lingüística.
En 1956 la suerte le sonrió finalmente cuando el gobierno francés le otorgó una beca para estudiar en París. Así, de 1957 a 1960, Prieto se convirtió en investigador adjunto en el Centro Nacional de la Investigación Científica y continuaría trabajando cerca de su maestro, A. Martinet. De este periodo altamente productivo, datan muchas contribuciones importantes de Prieto, entre ellas Principes de noologie. Lamentablemente, también muchos de estos trabajos, como el recién mencionado, tardarían años en ser publicados, demoras usualmente debidas a la extrema originalidad del enfoque de Prieto que para algunos resultaba controversial. Un buen ejemplo es el citado Principes de Noologie, que André Martinet presentó hacia finales de la década del 50 en la Escuela de Altos Estudios de París. El libro fue rechazado por una mesa directiva presidida por Émile Benveniste y no vería la luz sino hasta 1964.

### Madurez, regresos frustrados a Argentina, profesorado
En 1960, Prieto obtuvo el puesto de profesor de lingüística general en Córdoba. Al año siguiente, se le nombró director de investigación en el Consejo Nacional de Investigaciones Científicas y Técnicas (CNICT, ahora CONICET).
Prieto y Helvecia Girard disfrutaron seis años apacibles en su patria, sin embargo, este momento de estabilidad sería interrumpido abruptamente con el golpe de Estado de 1966. Los años en París habían reforzado en Prieto su orientación comunista y, aunque nunca fue miembro del partido en Argentina, sí participó en el comité de la revista Pasado y presente de tendencia gramsciana. Las nuevas autoridades argentinas no pasaron este hecho por alto y como consecuencia, Prieto perdió tanto su profesorado como su silla en el CNICT. No obstante, la pareja continuaría en Argentina un año más, en el cual, Prieto se dedicó a trabajar como tutor particular en Buenos Aires. Entre sus alumnos hubo varios psicoanalistas, con los cuales Prieto estableció provechosos contactos que mantendría a través de los años.
En 1967, la Universidad de Argelia le ofreció la cátedra de lingüística general. Allí, Prieto enseñaría dos años, pero problemas con un decano lo orillaron a dejar el puesto. Prieto y Girard se fueron a París a finales de 1969, donde se hospedaron con los Martinet. Ese mismo año, gracias a la intervención de Jean Claude Passeron (una amistad formada en Argelia), Prieto obtuvo un puesto como profesor de semiología en el Departamento de sociología de la Universidad de Vincennes, una universidad surgida a partir de la división de la Universidad de París en trece decanatos. Casi al mismo tiempo, la Universidad de Ginebra, por recomendación de Martinet, lo nombró Profesor de lingüística general y le ofrecieron la cátedra que décadas atrás había ocupado Ferdinand de Saussure mientras daba los cursos que lo hicieron famoso. En lugar de elegir entre las dos oportunidades, Prieto pasó tres años viajando diariamente de París a Ginebra. Finalmente, en 1972, renunció a su puesto en Vincennes y se estableció en Ginebra.
Pero el sino nómada no habría de abandonarlo aún. En 1973, la democracia se restauró efímeramente en Argentina y la Universidad de Córdoba le ofreció nuevamente tanto su profesorado como su silla en el CNICT. Prieto agradeció la restitución, pero su regreso a Argentina se debió más bien a una cátedra en la Facultad de filosofía y letras ofrecida por la Universidad de Buenos Aires. Ahí, el lingüista pasa dos meses enseñando durante el invierno austral (el verano en Europa) y comienza a planear su regreso definitivo a Argentina tras dos años más en Suiza. En el entretanto, sin embargo, la situación política se deterioró de nuevo en el país sudamericano y Prieto hubo de resignarse una vez más. Con la salvedad de un brevísimo viaje en la pascua del 74 para visitar a su madre desahuciada, Luis Prieto solo volvería a Argentina en 1986, tras lo cual no pisaría nunca más su tierra natal.
Justamente en este lapso tumultuoso de su vida, Prieto publica uno de los libros centrales de su producción intelectual: Pertinence et pratique (1975), quizá el título más influyente de su obra, donde Prieto desarrolla su concepción de ‘pertinencia’, concepción que constituye su aporte más importante a la semiología y que, en este libro, le permite esbozar una teoría general de la ideología y el conocimiento.

### Últimos años
Luis Prieto viviría el resto de su vida en Ginebra, ocupando siempre la honrosa posición de heredero académico de Saussure, tanto literal como figurativamente. Siguió trabajando y publicando. Fue un prolífico colaborador, y por un tiempo editor, del prestigioso journal Cahiers Ferdinand de Saussure. En sus años postreros estrechó relaciones con varios académicos italianos, e incluso cambió su idioma de escritura del francés al italiano en sus últimos libros: Saggi di semiótica I, II y III.
El 31 de marzo de 1996, ocho meses antes de cumplir setenta años y sin poder completar su último curso, Luis Jorge Prieto falleció en Ginebra, Suiza. Antes de su muerte, el lingüista y semiólogo dispuso que su biblioteca y todo el corpus de su obra científica fueran repatriados. Si bien el hombre nunca pudo regresar en vida a residir en Argentina, hoy sus libros habitan los estantes de la biblioteca del Instituto de Lingüística de la Universidad de Buenos Aires.

## Obra y pensamiento
Luis Prieto fue lingüista y semiólogo. Ambas partes de su trabajo están estrechamente interconectadas, de manera que resulta imposible obviar una o la otra. Jeanne Martinet resume diciendo: 
“Sus primeras contribuciones científicas lidian con lingüística, pero ofrecen las claves de su aproximación a la semiótica, por ende, nadie que intente penetrar en su universo científico puede pasarlos por alto”.
Prieto pertenece a la tradición saussureana tanto en lingüística como en semiótica, i.e., semiología. Además de Ferdinand de Saussure, ocupa en su teoría un lugar central el Círculo Lingüístico de Praga, de quienes Prieto tomaría el concepto de pertinencia. Igualmente se deja ver la influencia de su maestro, André Martinet, cuyo criterio de la doble articulación sería crucial para la propia obra de Prieto. No obstante, su aproximación fue desde un inicio profundamente original, tomando de sus predecesores y maestros.

La originalidad de Prieto, que causaría no pocas disputas intelectuales, se debía quizás a su concepción de la tarea académica e intelectual, que, según él, difería de la concepción europea de esa labor: 
"En Europa hay una tendencia demasiado libresca. No se piensa, se lee. No se estudia la realidad mediante una reflexión directa sobre ella, sino lo que los demás escribieron sobre la realidad. (…) Los lingüistas ginebrinos que trabajan sobre Ferdinand de Saussure estudian las 36 definiciones de valor que él hizo, pero no se les puede preguntar sobre lo que ellos creen que es el valor".
La obra de Prieto es, si han de tomarse en cuenta no solo sus libros sino también artículos, es vasta y sus temas muy diversos. A esto hay que agregar que su rigor lógico y su estilo en extremo económico hacen de sus textos un territorio perfectamente ordenado, pero laberíntico. Un resumen adecuado de su obra una tarea en extremo difícil. Aquí se esbozan solo algunas de sus principales ideas.

### Lingüística
Ya en su primer artículo, Traits oppostionnels et traits contrastifs (1954), publicado por Martinet en Word, Prieto marca su camino personal.
En la lingüística saussuriana, el signo es una unidad bifacial constituida por la unión indisoluble del significante (signifiant) y el significado (signifié). El lazo que las une es arbitrario y por ende convencional. La naturaleza arbitraria de esta unión llevó a Saussure a señalar que la única manera de reconocer signos es a partir de las diferencias que estos tienen respecto a otros signos. La Escuela de Praga desarrollaría esta teoría y distinguiría entre dos tipos de diferencia: oposición, cuando las unidades en cuestión pueden aparecer en el mismo contexto, y contraste, para unidades coexistiendo en un mismo enunciado. Es la distinción entre oposición y contraste lo que ocupa a Prieto en este artículo.
Para Prieto, el problema con la escuela fonológica de Praga, era haberse ocupado solamente de las unidades paradigmáticas, dejando de lado las unidades sintagmáticas.
En breve, las unidades paradigmáticas son aquellas que se relacionan verticalmente en el sistema lingüístico con base en su categoría sintáctica. Por ejemplo, en la frase: “El perro ladra”, “perro”, por su categoría sintáctica (sustantivo), tiene una relación paradigmática con otras palabras de su misma categoría como “pato”, “hombre”, “pluma”. Las diferencias que atañen a las relaciones paradigmáticas son oposicionales. Por su parte, las unidades sintagmáticas son las que se relacionan horizontalmente al estar presentes en un mismo enunciado. En nuestro ejemplo, “El perro ladra”, las relaciones sintagmáticas se darían entre “El”, “perro” y “ladra”.
Prieto veía como una deficiencia el abordar solo el plano paradigmático del lenguaje pues este está estrechamente vinculado con el sintagmático. El estudio de las relaciones entre unidades sintagmáticas y paradigmáticas sería una constante en toda su carrera. Es conveniente señalar que, la importancia otorgada por Prieto al plano sintagmático hace que la unidad que él toma como signo no es la palabra, sino la oración.
Otro punto donde Prieto se distingue de la lingüística precedente, es en su entendimiento de las unidades. Para él, las unidades debían ser objetos espacio-temporales. Las características distintivas no son objetos espacio-temporales, de manera que no pueden ser unidades, sino componentes de unidades. Las unidades compuestas de características distintivas son, por lo tanto, objetos compuestos. Si el fonema fuese una característica distintiva, sería un componente de un objeto compuesto como la sílaba, que a su vez sería el componente de un objeto compuesto, la palabra, y esta a su vez de la oración. Para Prieto, la clave para establecer las unidades sintagmáticas está en el estudio de la prosodia, que toma así un papel protagónico. Usando este método, Prieto redefine el fonema no como distintivo, sino como “unidad de identificación”.

### Semiología bajo la lógica de Prieto
Desde Principes de noologie (1964), pero sobre todo en su siguiente libro, Messages et signaux (1966), Prieto introduce su pensamiento eminentemente lógico y define su terminología a partir de él.
Para Prieto, significante (señales) y significado (mensajes) son clases abstractas que articulan los universos de expresión y contenido. La clase del significante agrupa distintas realizaciones de las mismas señales, por ejemplo, las mismas letras escritas con diferente caligrafía o las mismas palabras pronunciadas por hablantes con distintos acentos. La clase del significado contiene variantes del mismo mensaje. Juntos, los universos de expresión y contenido forman una estructura semiótica: un sistema de signos. En este sistema las clases se coordinan en semas, los signos siendo solo una subdivisión de ellos.
Un ejemplo: en el sistema de signos de la señalética de tráfico, las formas, colores y figuras son realizaciones específicas de significantes. “Alto”, “Cuidado”, “Restaurante”, son realizaciones específicas de significados. La articulación de ambos es un sema. Cuando hay una realización específica de la señal (Cuadrado, azul con marco blanco, ícono al centro de un tenedor y un cuchillo), se suscita la realización específica de un mensaje (“Restaurante”).
Una señal solo acepta un tipo de mensaje. Cuando se realiza una señal, todos los demás significantes se cancelan. Lo mismo ocurre con los significados cuando se realiza un mensaje. El resto de significantes y significados son llamados complementos y entran en relación paradigmática.
Cuando las señales y mensajes están coordinados en un sistema comunicativo, este es un código, las señales siendo su campo semático y los mensajes siendo el campo noético.

### Semiología de la comunicación
Durante el primer periodo de su obra semiológica, extendido a lo largo de la década de 1960 y la mitad de los 70, Prieto desarrolla una semiología de la comunicación construida sobre la base saussuriana. A esta etapa pertenecen : Principes de noologie (1964), Messages et signaux (1966) —‘Mensajes y señales’ (1967)— y la colección de artículos Études de linguistique et de sémiologie générales (1975) —‘Estudios de lingüística y semiología generales’ (1978)—.
Es importante señalar que, para Prieto, el lenguaje cumple ante todo una función comunicativa, lo cual lo lleva a prestar especial atención al significado, que para él era conocimiento que el emisor intenta transmitir al receptor.
Es así como en su primer libro Principes de noologie (1964), Prieto se propone lidiar con el problema del contenido. Su base es: los fonólogos se han ocupado ya de la forma sin tomar en cuenta el contenido y así se han obtenido resultados cruciales para la lingüística. Se debe hacer lo mismo con el plano del contenido, sin tomar en cuenta la forma. Partiendo de esta premisa, Prieto se propone hacer con el significado lo que N.S. Trubetzkoy hiciera antes con el significante. Es decir, si los usuarios de un lenguaje reconocen los significantes gracias al reconocimiento de los fonemas pertinentes (que para Prieto no eran características distintivas, sino unidades de identificación), lo mismo debe ocurrir con los significados: en situaciones donde hay riesgo de ambigüedad, los usuarios deben reconocer unidades pertinentes para reconocer el significado.
Si los fonemas son las unidades de identificación del plano de la forma. Prieto había de definir su análogo en el plano del contenido. Para ello, Prieto comienza desde la oración, la única unidad autónoma en el discurso, y la descompone en características de sentido. Recordemos que, para Prieto, las características no pueden ser unidades pues no son objetos espacio-temporales. La unidad mínima de contenido para prieto es el noema (que no coincide ni con el morfema ni con la palabra), un objeto compuesto, un conjunto de características distintivas en el cual la presencia de una condiciona la presencia de las otras.
La preocupación constante de Prieto con el significado, y su uso siempre riguroso de la lógica, lo llevarían a desarrollar más adelante una concepción muy personal de la connotación. Prieto identifica dos niveles de significado: 1) el nivel de la inter-comprensión, 2) el nivel lingüístico. El primero incluye al segundo y lo puede condicionar dependiendo del contexto en que se dé el acto de habla. Por ejemplo, si se da a alguien a elegir entre vino tinto y vino blanco, el emisor podría indicar su preferencia diciendo: “vino tinto”, aunque también, si la situación esclarece de qué trata, decir: “tinto” sería suficiente. Por ende, cuando se considera un acto de habla en específico, lo que se signifique en el nivel lingüístico, dependerá de lo que esté implícito en el nivel de la inter-comprensión. Esto lleva a Prieto a afirmar que la identidad del significado lingüístico es connotativa, ya que presupone la identidad del significado en la inter-comprensión.
El sendero de la semiología de la comunicación también hace desembocar a Prieto en un reajuste de la sintaxis y la semántica. Prieto estaba en desacuerdo con la concepción de sintaxis de Noam Chomsky, quien creía que esta debía ser el estudio de las relaciones entre los elementos del enunciado. Para Prieto, la división que hacía que la sintaxis se ocupara de la forma y la semántica del fondo era errónea. La sintaxis también se ocupa de la sustancia, la diferencia es que la sintaxis se concentra en lo que es universal de la construcción cognitiva, mientras que la semántica se ocupa de lo que es distintivo. Sintaxis y semántica, por lo tanto, no son campos separados, sino simplemente enfoques aplicados a distintas escalas. La semántica entonces, debe ocuparse de la construcción cognitiva que hace el hablante del significado.

#### Acto sémico
Quizá la contribución más conocida de Prieto, también aparecida primeramente en Principes de noologie y más desarrollada en Messages et signaux es el acto sémico o acto de comunicación, en donde se resume todo lo que se ha expuesto hasta este punto.
El acto sémico consiste en: un emisor que intenta transmitir conocimiento a un receptor para que este conocimiento sea del receptor también. El conocimiento es un mensaje. Para llevar a cabo esta tarea, el emisor debe utilizar una señal, si el acto es hablado, la señal serán sonidos, si es escrito, grafías. El receptor reconoce la señal como perteneciente a una clase de significantes y, con la ayuda de la información contextual, eventualmente obtiene el mensaje. El emisor procede de mensaje a señal, de significado a significante y el receptor de significante a significado, de señal a mensaje. La unidad en este acto es, precisamente, el sema.

#### Acto instrumental
La lógica de Prieto eventualmente lo lleva a ampliar su rango de visión y a encontrar que la división saussuriana del signo y su propia teoría semiológica, pueden extenderse de la esfera de la comunicación a la de la práctica.
Prieto entonces opera equivalencias: significante es el correlato del operante. El significado de la utilidad. El operante es una clase abstracta de herramientas mientras que la utilidad una clase abstracta de propósitos. La articulación de operante y utilidad es un instrumento, el equivalente del sema. El objetivo de la aplicación del instrumento es la clase de todas las operaciones que pueden llevarse a cabo con él. Las herramientas serán equivalentes, independientemente de si tienen algunas características diferentes, si presentan las características pertinentes para realizar una misma operación y cumplir un mismo propósito. Es decir, serán variables de un mismo operante al igual que hay variables de un mismo significante.
Esto permite pensar en un acto instrumental, análogo del acto sémico, con la diferencia de que el acto instrumental no es un acto comunicativo (aunque sí cognoscitivo).

### Pertinencia
Pertinence et pratique (1975) es probablemente la obra maestra de Prieto ya que en ella el lingüista y semiólogo presenta su teoría más acabada de la pertinencia.
El concepto de pertinencia deriva, en primera instancia, de la importancia que Saussure pone en la diferencia para identificar signos ya que estos son arbitrarios. Los fonólogos del Círculo de Praga, partiendo de ahí, desarrollaron una teoría fonológica en la que un sonido es reconocido si es atribuido a una clase de sonidos (fonemas). La atribución está determinada basándose no en una completa homología de sonidos, sino en características que sean relevantes para la comunicación.
Por ejemplo, en la palabra “rata”, la “r” podrá ser pronunciada de maneras muy distintas, llegando incluso al grado de no parecerse dos pronunciaciones entre sí, pero esta diferencia no será pertinente mientras la comprensión del significado no esté en juego. La diferencia será pertinente, sin embargo, si una de las pronunciaciones de la “r” se acerca a la “l”, ya que entonces podría confundirse con “lata”.
Karl Bühler más adelante propondría el término pertinencia para casos así y André Martinet lo establecería como el punto de partida para un análisis funcional del lenguaje.
Prieto, discípulo de Martinet, toma el concepto y el principio lógico de la pertinencia, pero, aunándolo al desarrollo de su propia teoría y la analogía que había establecido ya entre comunicación e instrumentos, aplica la pertinencia a las herramientas: dos objetos pueden ser distintos, pero serán atribuidos a la misma clase siempre y cuando tengan características en común que sean pertinentes para una misma acción práctica.
A esta semiología de los instrumentos, separada de la semiología de la comunicación, Prieto la llama ‘semiología general’, o más ambiciosamente, ‘filosofía antropológica’.

#### Pertinencia y teoría cognitiva
Más adelante Prieto utilizaría el principio de pertinencia para fundar una teoría cognitiva. Esta aproximación, no obstante, no está interesada en el problema filosófico de la verdad de un conocimiento, sino más bien en la validez de un conocimiento. A la luz del criterio de validez, la verdad se vuelve relativa. Un conocimiento será válido si es verdadero, pero también, y esto es más importante, si es pertinente.
Prieto da el ejemplo de un individuo con una molestia en el diente. El hecho de que el vecino de esta persona sea de la provincia italiana de Piemonte puede ser verdadero, pero no es pertinente. El conocimiento de que su vecino es dentista, en cambio, sí lo es.
Esta última parte de su obra y pensamiento es, quizá, la que el mismo Prieto más valoraba. En algún momento, Prieto resumió su propia empresa semiológica así:
“Si debiese resumir en una frase en qué consiste la semiología que me propongo presentar aquí - la cual por otra parte no es sino una generalización y un desarrollo de las teorías de Ferdinand de Saussure y sus continuadores de la Escuela de Praga- diría que ésta no es una teoría del conocimiento, de la cual ya se han ocupado los filósofos, sino más bien una teoría de la raison d' étre del conocimiento y, más exactamente, de la raison d' étre del conocimiento de la realidad material”.

### Último periodo
Hacia el final de su vida, Prieto fue interesándose cada vez más en la teoría cognitiva, el psicoanálisis (particularmente el desarrollo de la identidad), el arte y la política e ideología. Su trabajo en estas áreas, por extraño que parezca, también está íntimamente ligado con su trabajo semiológico y lingüístico, atados por el mismo hilo de la lógica rigurosa que hilvana toda su obra y pensamiento.

## Legado
Luis Jorge Prieto es un nombre fundamental en la lingüística y en la semiótica/semiología. Testimonio de esto son, por ejemplo, los tres números que el journal Cahiers Ferdinand de Saussure (Núms. 45, 50 y 60) le dedicó a Prieto, así como el volumen 122 del journal Semiotica, comisionado por Thomas A. Sebeok a la memoria de Prieto, y publicado en 1998 bajo el subtítulo ‘Tributo a Luis Prieto’.
Umberto Eco, quien fuera en vida su íntimo amigo y colega, reconoció la fuerte influencia de Prieto en su propia obra, evidenciada sobre todo en La Struttura Assente (1968) —‘La estructura ausente’ (1968)—. El mismo Eco también diría de Messages et signaux: 
“Yo había sostenido siempre que, así como existe una semiótica general de tipo filosófico, también existen semióticas específicas. Yo afirmé siempre que, entre las últimas, habría quién pudiera reivindicarles su estatus de ciencias exactas que pudieran ser refutadas y que pudieran también tener un valor predictivo en la medida en que podrían establecer el comportamiento habitual del usuario de un sistema semiótico dado. Desde este punto de vista, el trabajo presentado en Messages et signaux no ha sido igualado”. 
A pesar de este reconocimiento en el plano académico de la lingüística y la semiótica entre sus pares, su obra ha gozado de una recepción muy limitada en públicos más diversos, e incluso entre generaciones más jóvenes de lingüistas y semiólogos. Esto se debe, al menos en parte, a que la mayor parte de su obra solo es accesible en francés e italiano.
Es particularmente lamentable la ausencia de traducciones a su lengua materna. En español, solo se encuentran Mensajes y señales, publicado por Seix Barral en 1967, y Estudios de lingüística y semiología generales, publicado en 1978 por Siglo XXI editores.